# 相築あきこ
相築 あきこ（あいつき あきこ、1967年8月5日 -  ）は日本の女優。東京都出身。本名および旧芸名は相築 彰子。クォータートーン所属。

## 来歴・人物
宝塚歌劇団に入りたかったという母親から勧められて中学3年生の時に映画のオーディションを受け、その時にスカウトされたことで芸能界入り。
1983年、『噂のポテトボーイ』でデビュー。細田学園女子高等学校（現・細田学園高等学校）入学後、芸能活動のため東京都立北野高等学校に転校。同校卒業。
『桃尻娘』（テレビドラマ版）では主役を務める。
端整なルックスと雰囲気のある物腰で、CM業界で成功。
剣道初段の資格を持つ。
1990年中に芸能界を一時引退。私生活では1990年11月に伊原剛志と結婚していたことを公表（この時の報道では当人が「元女優」とされている）。2000年に離婚し、その後芸能界に復帰。

## 出演

### テレビドラマ
- 噂のポテトボーイ（1983年、TBS系）
- 父（パッパ）からの贈り物 (1985年、NHK)
- 木曜ドラマストリート（フジテレビ系)
  - 「桃尻娘」（1986年）
  - 「帰って来た桃尻娘」（1986年）
- ジャンプアップ!青春 (1986年1月 - 3月、日本テレビ系)
- 水曜ドラマスペシャル 「二十歳の祭り」（1986年、TBS系）
- このこ誰の子?（1986年10月 - 1987年3月、フジテレビ系・大映テレビ） - 進藤真樹 役
- モナリザたちの冒険（1987年） - 八十川園子 役
- 女優 夏木みどりシリーズ1（1988年） - 西田里美 役
- 東芝日曜劇場 「家族アレルギー症候群」（1988年、CBC = TBS系）
- 大河ドラマ 武田信玄（1988年、NHK） - しの 役
- ドラマ23 / モト子せんせいの場合（1988年、TBS系）
- 銀河テレビ小説 / しあわせ志願（1988年、NHK）
- もっとあぶない刑事 第13話「代償」（1989年、日本テレビ系） - 黒木榛名 役/ 沢口圭子 役
- 土曜ワイド劇場 / 混浴露天風呂連続殺人 「OLいいたい放題ツアーと謎の美女」（1988年、朝日放送） - 今野宏美 役
- 火曜サスペンス劇場「幸福な朝食」（1988年12月、日本テレビ系・NTV映像センター）
- 青春家族（1989年、NHK） - 小出セツ 役
- 神様からひと言（2006年、WOWOW）
- わたしが子どもだったころ 第9回 谷川俊太郎（2007年3月21日、NHK BS-hi）
- 中学生日記（2008年、NHK）
- ザ・ライバル「少年サンデー・少年マガジン物語」（2009年5月5日、NHK）
- 太宰治短編小説集 第1シリーズ 第1回 女生徒（2009年10月12日、NHK BS2）
- モリのアサガオ（2010年10月 - 12月、テレビ東京） - 藤間貴子 役
- 名もなき毒（2013年、TBS系） - 梶田弥生 役
- 半沢直樹 第2部（2013年8月 - 9月、TBS） - 棚橋貴子 役
- チーム・バチスタ4 螺鈿迷宮（2014年1月 - 3月、関西テレビ） - 桜宮華緒 役
- 家族狩り（2014年7月、TBS） - 芳沢希久子 役
- 変身 第1話（2014年7月27日、WOWOW）
- 恋仲 第5話（2015年8月17日、フジテレビ）
- 図書館戦争 BOOK OF MEMORIES（2015年10月5日、TBS） - 笠原寿子 役
- 無痛〜診える眼〜（2015年、フジテレビ） - 為頼倫子 役
- CRISIS 公安機動捜査隊特捜班 第9話（2017年、関西テレビ・フジテレビ） - 岸部早苗 役
- 奥様は、取り扱い注意 第8話（2017年、日本テレビ） - 三浦妙子 役
- 白日の鴉 第1作（2018年、テレビ朝日） ‐ 友永麻有子 役
- シグナル 長期未解決事件捜査班 第6話（2018年5月8日・15日、関西テレビ・フジテレビ） ‐ 矢部加代 役
- イアリー 見えない顔（2018年8月4日 - 、WOWOW） ‐ 篠田梓 役
- 遠藤憲一と宮藤官九郎の勉強させていただきます 第3話（2018年11月26日、WOWOW）
- 新春3夜連続ドラマ 「破天荒フェニックス」第2夜（2020年1月4日、テレビ朝日） - 中村社長 役[3]
- アノニマス〜警視庁“指殺人”対策室〜 第5話・第7話（2021年2月22日・3月8日、テレビ東京） ‐ 有沢優子 役[4][5]
- 生きるとか死ぬとか父親とか 第2話（2021年4月17日、テレビ東京） - 滝沢さん 役
- 連続テレビ小説 おかえりモネ（2021年、NHK総合） - 早坂香織 役
- 珈琲いかがでしょう 第4話 ep.8（2021年4月26日、テレビ東京系）
- ドラゴン桜 第2シリーズ 第6話（2021年5月30日、TBS） - 小杉祥子 役
- 白い濁流（2021年8月、BSプレミアム）
- 真犯人フラグ 第8話 - 最終話（2021年12月5日 - 2022年3月13日、日本テレビ） - 教祖（蜂須賀亞理壽/佐藤佳恵） 役
- クロサギ（2022年10月21日 - 12月23日、TBS） - 吉川みどり 役
- きのう何食べた? Season2（2023年、テレビ東京） - 金森諒子 役
- 離婚しない男-サレ夫と悪嫁の騙し愛- 第4話 - 第7話・最終話（2024年2月10日 - 3月2日・3月16日、テレビ朝日） - 司馬マサトの母 役
- ダブルチート 偽りの警官 Season1 第7話（2024年6月7日、テレビ東京）- 柊まゆこ役[6]
- キャスター 第4話・第7話・最終話（2025年5月4日・5月25日・6月15日、TBS） - 横尾恭子 役[7]

### 映画
- THE MODS 夜のハイウェイ（1985年、EPIC・ソニー）
- 紳士同盟（1986年、東映） - 角田明代 役
- 君は僕をスキになる（1989年、東宝）
- 帰郷（2004年、ビターズ・エンド）
- 三年身籠る（2006年、ゼアリズエンタープライズ）
- 神童（2007年、ビターズ・エンド）
- 西遊記（2007年、東宝）
- ミッドナイト・イーグル（2007年、松竹）
- 犬と私の10の約束（2008年、松竹） - 星久美子 役
- コドモのコドモ（2008年、ビターズ・エンド） - 美香の母 役
- 花のあと（2010年、東映） - 郁 役
- 八日目の蝉 (2011年、松竹)
- 麒麟の翼 〜劇場版・新参者〜（2012年、東宝） - 青柳史子 役
- さよならドビュッシー（2013年、東京テアトル） - 香月悦子 役
- ボクたちの交換日記 (2013年、ショウゲート)
- ペコロスの母に会いに行く（2013年、東風)
- ハッピーランディング（2015年、クォーボ・ピクチャーズ） - 街田美鈴 役
- 人魚の眠る家 (2018年、松竹)
- 星屑の町（2020年2月21日東北4県先行上映、3月6日全国公開、東映ビデオ） - 久間部浩美 役

### Webドラマ
- 幽☆遊☆白書（2023年12月14日配信、Netflix） - 志保利 役

### CM
- グリコ『クラッシュポッキー』
- JR東日本『びゅうJAPAN』
- NTT『カードC』
- セブン-イレブン『企業広告』
- デビアス『Diamonds for working women』
- ネスレ『ネスレ ブライト』『ネスカフェ カプチーノ』『ネスカフェ プレジデント』『ネスカフェ アイスクール』
- ヱスビー食品『本生おろし生わさび』
- 丸井『めがね』『ギフトクリスマス編』
- JCB『GOLD CARD』
- サンゲツ『インテリア』
- 千趣会
- コーセー『ホワイトニングセラムFX』
- エプソン
- アサヒ『ファーストレディ』
- キリンビバレッジ『朝のきれいな水』
- エイボン『ネオナチュ－ラ』
- 旭化成『へーベルハウス　ネクサス』
- Canon『EOS KissⅢ』
- 資生堂『アウスレ－ゼ　トロッケン』
- クレディ・スイス
- 大正製薬『企業広告』
- J-PHONE
- エクソンモービル
- ディノス
- 三越『お中元』
- ライオン『バファリンＡ』
- 三菱自動車『「企業広告」～雪の日篇～』
- PlayStation 2『アークザラッド 精霊の黄昏』
- NEC『バリュースター』
- P&G
- 本田技研工業『Today ポシェット』
- 公共広告機構（現：ACジャパン）『抱きしめる、という会話』
- DTC『トリロジー』
- オンワード樫山『La・Je』（カタログ）
- 日本生命 『愛する人のために セーフ篇』
- 月桂冠『つき』
- SUBARU『アウトバック』
- エーザイ『セルベール整胃錠』
- ニッスイ『焼き鮭あらほぐし』
- 三井のリパーク
- 明治 『チョコレート効果』
- 日本食研『焼肉のたれ　宮殿』[8]

### ラジオドラマ
- 岩井俊二プロデュース 円都通信 「ひまわり」（TOKYO-FM） - 坂井房江役